# Α-Terpinylformiat
α-Terpinylformiat ist eine organische Verbindung aus der Gruppe der Carbonsäureester. Sie leitet sich von α-Terpineol und Ameisensäure ab.

## Herstellung
α-Terpinylformiat kann durch zweistündige Reaktion von α-Terpinylchlorid in reiner Ameisensäure in Gegenwart von Zinkoxid bei 12–15 °C gewonnen werden. Eine Alternative ist die Formylierung von Terpineol mit  Ameisensäureessigsäureanhydrid, dem gemischten Anhydrid von Ameisensäure und Essigsäure.

## Verwendung
α-Terpinylformiat wird seit 1920er-Jahren als Duftstoff verwendet. Die heutige Verwendungsmenge in diesem Bereich ist eher gering und liegt im Bereich von 100 bis 1000 Kilogramm pro Jahr weltweit. α-Terpinylformiat ist in der EU unter der FL-Nummer 09.081 als Aromastoff für Lebensmittel zugelassen.